# The Simpsons Guy
«The Simpsons Guy» (titulado «El tío de los Simpson» en España y «Los Simpsons de Familia» en Hispanoamérica)  es el primer episodio de la decimotercera temporada de Padre de familia. El episodio, cruce con Los Simpson, fue escrito por Patrick Meighan  y dirigido por Peter Shin. Fue estrenado en Estados Unidos el 28 de septiembre de 2014 en Fox, donde Los Simpson y Padre de familia han transmitido desde sus respectivos debuts
En el episodio, la familia Griffin se queda en la casa de la familia Simpson después de que el auto de la ex familia es robado a las afueras de Springfield. Después, los Griffin obtienen su auto de nuevo, Peter es llevado a la corte como un representante de la fábrica de cerveza Pawtucket Patriot, su patrón, cuando se descubre que su cerveza es una copia no autorizada de Duff.

## Argumento
Peter hace un cómic polémico llamado "Por el amor de Peter", contando con un gran éxito al principio sin embargo, causa controversia al publicar una tira sexista, la cual irrita a las mujeres locales, por lo que consiguen expulsar a la familia Griffin de Quahog. Cuando se detienen en una gasolinera, su auto es robado, dejándolos varados fuera de Springfield. En el Kwik-E-Mart, Homer Simpson presenta a los Griffin y los lleva al Departamento de Policía de Springfield, donde son rechazados por el jefe Wiggum.
La familia Simpson invita a la familia Griffin a vivir en su casa hasta que las cosas mejoren. Bart Simpson conoce a Stewie y le enseña a patinar. Cuando Bart es intimidado por Nelson Muntz, Stewie se venga al secuestrar y torturar a Nelson. Mientras tanto, Lisa trata de encontrar un talento poseído por Meg. Cuando ella descubre que Meg es buena en el saxofón, le resta importancia al talento por celos. Chris y Brian sacan adar una vuelta al perro de los Simpson, Ayudante de Santa. Brian trata de enseñarle la independencia al pequeño ayudante de Santa, pero este último se escapa cuando está libre. Marge se da cuenta de que Ayudante de Santa no aparece, y Chris y Brian fingen su presencia hasta que finalmente regresa. Homer y Peter llevan a cabo distintos planes para encontrar el coche de Peter, y fracasan en todos ellos. Finalmente descubren que Hans Moleman fue el que se llevó el automóvil.
Peter y Homer celebran juntos en la taberna de Moe haber recuperado el automóvil, pero las relaciones se ponen agrias cuando Peter ivita a Homer unas cervezas Pawtucket Patriot. Homero prueba la cerveza y descubre que se trata de una imitación de la cerveza Duff con una nueva etiqueta. El caso es llevado a la justicia de Springfield, dónde la cervecería Duff es representada por el abogado de pelo azul y se presenta oficialmente una demanda en contra de Pawtucket Brewery por violación de patentes. Peter se ve obligado a defender la fábrica de cerveza de Quahog para salvar los empleos de sus compañeros de trabajo, y Pedro Picapiedra es el juez que preside el caso. Durante el juicio, los personajes similares de ambos programas interactúan entre sí, incluyendo las versiones de James Woods. Fred falla a favor de la cerveza Duff, pero declara que tanto Pawtucket Patriot y Duff Beer son imitaciones de su cerveza favorita, Bud Rock.
Los Griffin se preparan para regresar a Quahog, donde Peter se enfrenta a la perspectiva de encontrar un nuevo trabajo. Lisa le da a Meg su saxofón, pero Peter lo tira a la basura, ya que no hay espacio para más equipaje. Stewie señala que él tomó venganza contra todos los enemigos de Bart; Bart se da cuenta de que está loco por esto y lo abandona. Homer trata de explicar sus acciones, pero Peter reacciona con ira y los dos terminan teniendo una lucha al estilo de las peleas entre Peter y El Pollo Gigante, pero a través de Springfield. Durante la pelea, ambos caen al líquido radioactivo de la planta nuclear, reciben superpoderes, y  luego terminan en la nave espacial Kang y Kodos, donde pierden sus poderes antes de aterrizar en Springfield. Peter y Homer pelean a pie y admiten su respeto y admiración mutuos. Aunque acuerdan mantenerse alejados en el futuro. De vuelta en Quahog, Peter fue nombrado héroe local por defender la cervecería. Brian le menciona a Stewie lo doloroso que es perder un amigo (refiriéndose a Bart), pero Stewie no admite que extraña a Bart y sube a su habitación a escribir llorando en una pizarra "No voy a volver a pensar en Bart", parodiando la introducción de Los Simpson donde Bart escribe en el pizarrón de la escuela.

## Producción

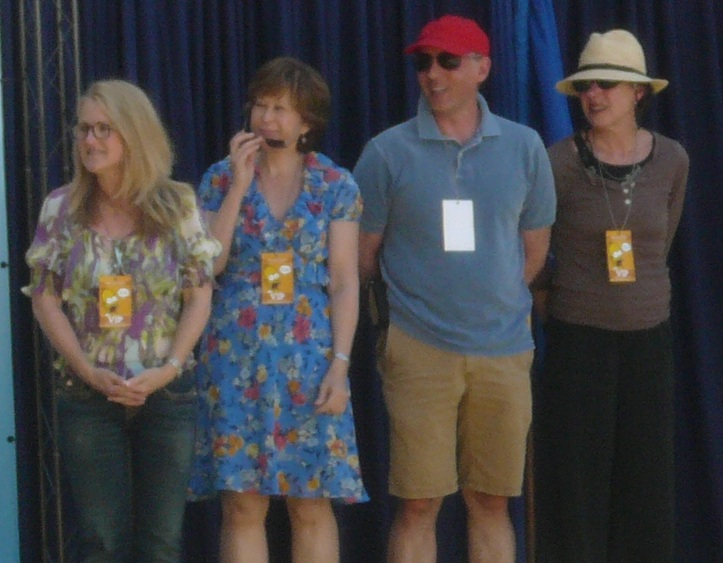
El reparto de Los Simpson asiste a la presentación de Los Simpson. De izquierda a derecha: Nancy Cartwright (Bart Simpson), Yeardley Smith (Lisa), Dan Castellaneta (Homer) y Julie Kavner (Marge).